# Adolph Callisen

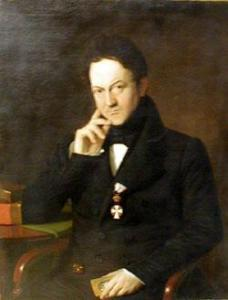
Adolf C. P. Callisen, Porträt von Bernhard Axel Bendixen (1837)

Adolph Carl Peter Callisen oder Adolf Karl Peter Callisen (* 8. April 1786 in Glückstadt; † 7. März 1866 in Wandsbek) war ein deutscher Arzt und Lexikograph.

## Leben

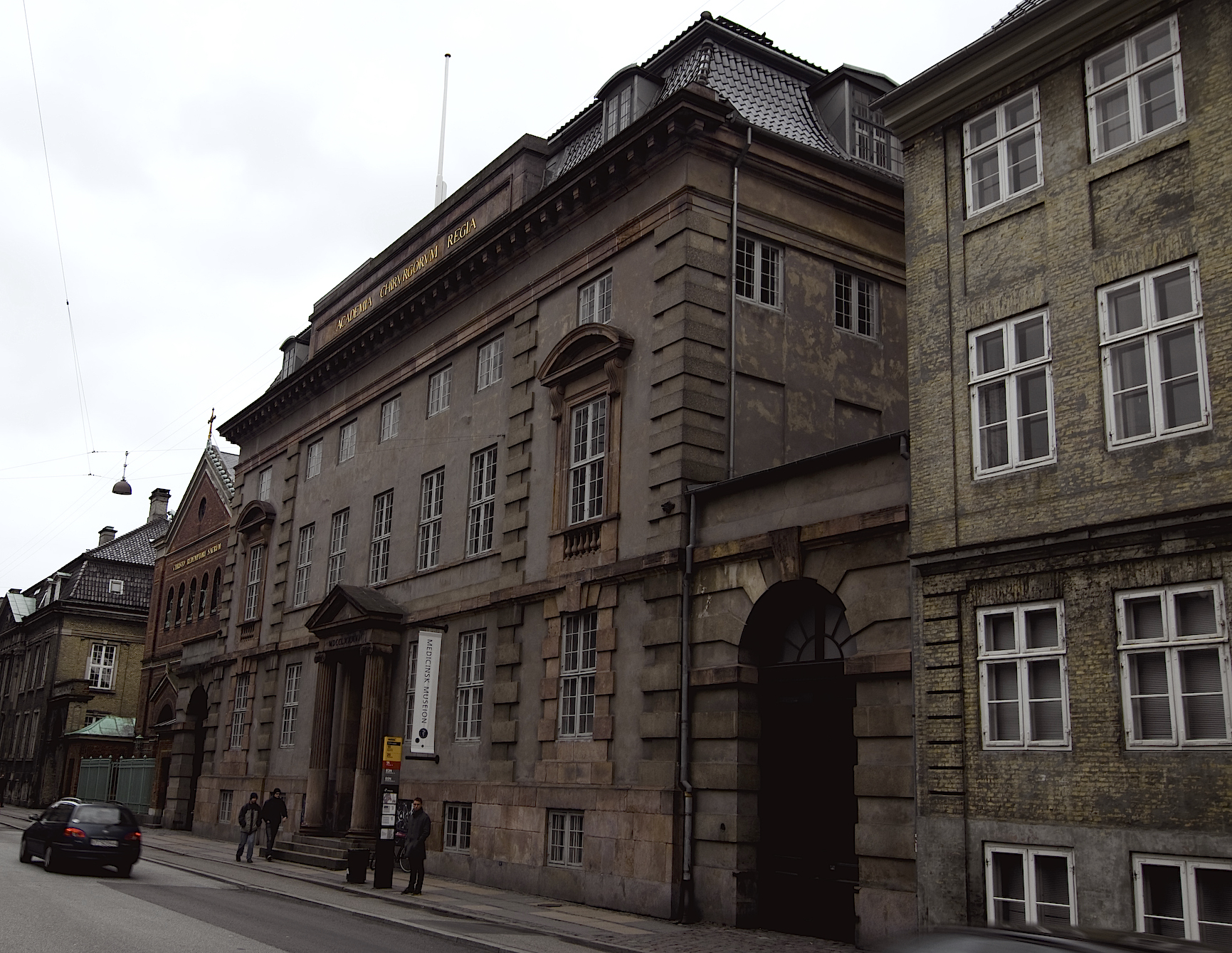
Chirurgische Akademie in Kopenhagen

Adolph Callisen stammte aus einer Familie von Theologen, Medizinern und Juristen; er war ein Sohn des Advokaten Christian Callisen (1742–1836), Neffe des Chirurgen Heinrich Callisen und jüngerer Bruder des Generalsuperintendenten Christian Friedrich Callisen. Er studierte Medizin an den Universitäten Kiel und Kopenhagen und wurde 1809 in Kiel mit einer Dissertation über die Leber zum Dr. med. promoviert. 1813 trat er als Militärarzt in dänische Dienste. Nach einer größeren wissenschaftlichen Reise wurde er 1816 zum außerordentlichen, 1829 zum ordentlichen Professor an der Königlichen Chirurgischen Akademie in Kopenhagen ernannt und 1842 bei deren Verschmelzung mit der Universität zum Universitätsprofessor.
1843 legte er seine Ämter in Kopenhagen nieder und zog sich als Privatier nach Altona zurück. Hier gehörte er der Freimaurerloge Carl zum Felsen an.
Er übersetzte das lateinisch verfasste Handbuch der Chirurgie seines Onkels ins Deutsche und fügte dem zweiten Band eine Biographie Heinrich Callisens hinzu. Sein Lebenswerk aber wurde das monumentale Medicinische Schriftstellerlexikon der jetzt lebenden Aerzte, Wundärzte, Geburtshelfer, Apotheker und Naturforscher aller gebildeten Völker, das von 1830 bis 1845 in 33 Bänden in Kopenhagen und Altona erschien und insgesamt 17488 Seiten umfasst.
Einen Teil seiner umfangreichen Bibliothek, darunter 6000 Dissertationen und Freimaurerliteratur, stiftete er 1854 der Universitätsbibliothek Kiel.

## Auszeichnungen
- Titel Etatsrat
- 28. Oktober 1836: Ritter vom Dannebrog
- 1859: Ehrendoktor der Philosophischen Fakultät der Universität Kiel

## Veröffentlichungen
- De Jecinore. Mohr, Kiel 1809.
- als Hrsg. und Übersetzer: Heinrich Callisen: System der neueren Chirurgie. 2 Bände, Kopenhagen 1822–1824.
- Medicinisches Schriftsteller-Lexicon der jetzt lebenden Aerzte, Wundärzte, Geburtshelfer, Apotheker und Naturforscher aller gebildeten Völker. 2. Auflage. 33 Bände. Reitzel, Kopenhagen 1830–1837 (Band 1–25), Kopenhagen/Altona 1838–1845 (Nachtrag Band 26–33) (Digitalisate).